# Európai Élelmiszerbiztonsági Hatóság
Az Európai Élelmiszerbiztonsági Hatóság (rövidítve EFSA) az Európai Unió egyik tudományos szervezete, fő tevékenységi területe az élelmiszerláncot fenyegető kockázatok értékelése és tudományos szakvélemény alkotása. 2002. február 21-én kezdte meg működését, mely független az EU jogalkotó- és végrehajtó intézményeitől és a tagállamoktól is. Székhelye Olaszországban, Parmában található.

## Felépítése
A szervezetet egy 15 tagú igazgatótanács irányítja. Feladataik az éves munkaprogram elfogadása és a szervezet költségvetésének megállapítása. Az Európai Bizottsággal és az Európai Parlamenttel a vezérigazgató tartja a kapcsolatot. A vezérigazgató a tanácsadói fórummal együtt készíti el az éves munkaprogramot. A tanácsadói fórum tagjai a tagállamok (kiegészítve Norvégiával és Izlanddal) hatóságainak képviselői. Magyarországot a Nébih képviseli. Megfigyelőként részt vesz a munkában Albánia, Bosznia-Hercegovina, Macedónia, Koszovó, Montenegró, Szerbia, Svájc, Törökország és az Európai Bizottság is.

## Működése
Habár a neve szerint hatóság, mégis a hazai értelemben vett közigazgatási hatóságokhoz képest nem rendelkezik végrehajtói hatalommal, mindössze tudományos szakvéleményt és tanácsot adhat az Unió megfelelő szervezeteinek. Működése az alábbi öt területre terjed ki:
- élelmiszer- és takarmánybiztonság,
- táplálkozástudomány,
- állategészségügy és -jólét,
- növényvédelem,
- növényegészségügy.[4]

A munkát a szakemberekből álló tudományos bizottság és 10 tudományos testület végzi, de szükség esetén külső szakértőket is felkérhetnek. Az EFSA együttműködik az Unió többi tudományos szervezeteivel, mint az Európai Gyógyszerügynökséggel (EMA), az Európai Vegyianyag-ügynökséggel (ECHA), az Európai Betegségmegelőzési és Járványvédelmi Központtal (ECDC) és az Európai Környezetvédelmi Ügynökséggel (EEA).

## EFSA Journal
A szervezet az eredményeiről EFSA Journal néven tudományos folyóiratot is megjelentet, mely online bárki számára hozzáférhető.